# 앨리슨 발솜
앨리슨 발솜(영어: Alison Balsom, OBE, 1978년 10월 7일 ~ )은 영국의 트럼펫 연주자이다. 파가니니의 카프리치오를 트럼펫으로 연주하는 등, 탄탄한 기교를 바탕으로 한 다채로운 연주를 선보이고 있다.
현재 모교인 길드홀 음악 연극 학교에서 학생들을 가르치고 있으며, 2014년 6월 11일 예술의전당 콘서트홀에서 처음으로 내한공연을 가졌다.

## 음반
- 2002년 《Music for Trumpet and Organ》 (EMI 클래식)
- 2005년 《Bach Works for Trumpet》 (EMI 클래식)
- 2006년 《Caprice》 (EMI 클래식; 2014년 워너 클래식 재발매)
- 2008년 《Haydn · Hummel Trumpet Concertos》 (EMI 클래식; 2014년 워너 클래식 재발매)
- 2010년 《Italian Concertos》(EMI 클래식)
- 2012년 《Seraph: Trumpet Concertos by Arutiunian, MacMillan, and Zimmerman》 (EMI 클래식)
- 2012년 《Sound the Trumpet: Royal Music of Purcell and Handel》 (워너 클래식)
- 2014년 《Paris》 (워너 클래식)

## 서훈
- 2016년 대영제국 훈장 4등급(OBE)[2]